# Monticola cinclorhynchus
Monticola cinclorhynchus là một loài chim trong họ Muscicapidae.